# زعفران (استان جلفه)
زعفران (به عربی: الزعفران) یک شهرداری در الجزایر است که در استان جلفه واقع شده‌است. زعفران ۱۲٬۸۶۵ نفر جمعیت دارد.